# Encore (bài hát của Yoasobi)
"Encore" (アンコール Ankōru) là một ca khúc được thu âm bởi bộ đôi âm nhạc Yoasobi, ra mắt vào ngày 6 tháng 1 năm 2021 (cùng thời điểm với "Kaibutsu") dưới dạng đĩa đơn quảng bá từ EP đầu tay của hai người là The Book. Sau đó, ca khúc đã được tách ra thành đĩa đơn độc lập vào ngày 2 tháng 7 cùng năm, đây cũng là thời gian mà Yoasobi phát hành đĩa đơn thứ 10 của họ mang tên "Sangenshoku" và "Into the Night" nhân dịp tác phẩm cán mốc 100 triệu lượt xem trên nền tảng trực tuyến.
Dựa trên truyện ngắn Sekai no Owari to, Sayonara no Uta (世界の終わりと、さよならのうた "Tận cùng thế gian, khúc ca ly biệt") của Minakami Kamina, nội dung tác phẩm kể về mối tương giao kỳ lạ giữa một cô gái và chàng trai thông qua những giai điệu âm nhạc, khi thế gian đang chuẩn bị đối mặt với thời khắc tận thế. "Encore" đã được sử dụng làm nhạc nền quảng cáo cho điện thoại Pixel 5 và Pixel 4a (5G) của Google, ngoài ra phiên bản Anh ngữ của nhạc phẩm còn được phát hành vào ngày 12 tháng 11 năm 2021.

## Đội ngũ
Đề mục này dựa trên phần danh đề của bài hát trên YouTube.
Bài hát
- Ayase – nhà sản xuất, sáng tác, viết lời (bản tiếng Nhật)
- Ikura – giọng hát chính
- Sekai no Owari to, Sayonara no Uta (sáng tác bởi Kamina Minakami) – nguyên tác cốt truyện

Video
- Bun – minh họa, thiết kế hoạt hình
- Ocha – trợ lý
- Kairi – đồ họa chuyển động, thiết kế hoạt hình

## Bảng xếp hạng
| Bảng xếp hạng (2021)               | Xếp hạng cao nhất |
| ---------------------------------- | ----------------- |
| Global 200 (Billboard)             | 177               |
| Nhật Bản (Japan Hot 100)           | 8                 |
| Nhật Bản (Oricon Combined Singles) | 9                 |

| Bảng xếp hạng (2021)     | Vị trí |
| ------------------------ | ------ |
| Nhật Bản (Japan Hot 100) | 32     |

## Chứng nhận
| Quốc gia                                                                                 | Chứng nhận  | Số đơn vị/doanh số chứng nhận |
| ---------------------------------------------------------------------------------------- | ----------- | ----------------------------- |
| Nhật Bản (RIAJ)                                                                          | Vàng        | 100.000*                      |
| Phát trực tuyến                                                                          |             |                               |
| Nhật Bản (RIAJ)                                                                          | 2× Bạch kim | 200.000.000                   |
| * Chứng nhận dựa theo doanh số tiêu thụ. · Chứng nhận dựa theo doanh số phát trực tuyến. |             |                               |

## Lịch sử phát hành
| Quốc gia  | Ngày            | Định dạng                | Hãng       | Ct.   |
| --------- | --------------- | ------------------------ | ---------- | ----- |
| Nhiều nơi | 2 tháng 7, 2021 | Tải nhạc phát trực tuyến | Sony Japan | [ 9 ] |